# 艾瑟顿站
艾瑟顿站（英語：Atherton station）位于美国加利福尼亚州艾瑟顿，曾是加州列车（Caltrain）的车站之一。该站为旧金山、圣马刁县和圣克拉拉县的通勤者提供服务。2020年12月13日，艾瑟顿站关闭。